# Іжиця
І́жиця, заст. и́жиця (Ѵ, ѵ) — остання літера давньої кирилиці та дореформеної російської абетки; вживалася в деяких словах грецького походження й позначала в дореволюційній російській орфографії голосний звук [і] (мѵро, сѵнодъ), а в старо- й церковнослов'янській — також і звук [v] після голосних. Походить від грецької літери υ (іпсилон). У більшості українських орфографій XIX ст. іжиця не вживалась.

## Іжиця і пов'язані з нею літери в старо- і церковнослов'янській мовах
Зображення в стародавній кирилиці — , глаголиці — . Числове значення в кирилиці — 400, в глаголиці числового значення не мала. У пізнішій церковнослов'янській буквеній цифірі для позначення числа 400 зазвичай використовують не власне іжицю, а знак «ік» ().
Власне іжиця в найдавнішій писемності використовувалася дуже нечасто, але в поєднанні з  утворювала диграф оѵ, що позначав звук [u] і в обох слов'янських абетках вважався окремою літерою під назвою «ук» (ѹ). Це було наслідуванням грецького правопису, де звук [u] також передається буквосполученням «омікрон-іпсилон» («ου»). Ук у кирилиці спочатку зазвичай виглядав як оѵ; при нестачі місця (здебільшого в кінці рядків) іжицю ставили на о. Виходило щось гаммаподібне, у вигляді цифри 8 із зрізаною верхівкою — . Дволітерне ж зображення оѵ з часом продовжило свою праву частину під рядок і стало виглядати як оу; паралельно і іжиця в записі чисел теж стала у-подібною. У староруській писемності, далі, лігатура оу у більшості випадків спростилася до у — тим самим збігшись з іжицею з грецьких запозичень і поглинувши її.
Здавалося б, іжиця зникла; але численні вчені люди, що втікали із завойованих турками південнослов'янських країн, прийшовши на Русь (перш за все на західні, українські землі), почали «виправляти» місцеву книжність, стараючись, зокрема, відновити написання імен, назв та інших запозичень, що відійшло від грецьких зразків. Так разом зі «старою» іжицею (що набула у-подібної форми й перейменувалася в «ік»; диграф же оу отримав назву «он-ік», як складений із знаків «он» і «ік») увійшла до абетки і стала уживатися «нова», що знову виглядає як безхвосте ѵ.
Правила вживання іжиці, іка, диграфа оу і ука-лігатури довгий час мінялися, але врешті-решт (з другої половини XVII століття) церковнослов'янська писемність на Русі (і під її впливом — в Сербії і Болгарії, що втратили власні ізводи церковної мови) встановилася в такому вигляді:
- звук [у] на початку слів виражається диграфом оу («он-ік»);
- в середині ж і в кінці — гаммаподібною лігатурою (власне «ук»);
- як числовий знак для числа 400 використовується у-подібний знак «ік»;
- у запозичених з грецької словах читається або як [і], або як [в] (Паѵелъ, Єѵа) — зазвичай після букв «е» або «а», передаючи грецькі диграфи εὐ і αὐ. Вживання іжиці як самостійної літери для передавання грецизмів аналогічне використанню «Y» («ігрека», «грецького і») в абетці класичної латинської мови.

Формально вибір правильного читання іжиці визначають надрядкові знаки: якщо над іжицею стоїть придих і (або) наголос, то це голосна [і], а якщо нічого не стоїть — то приголосна [в]. Для позначення іжиць, які треба читати як [и], але які стоять не на початку слова і не під наголосом, використовується спеціальний надрядковий знак — кендема (ѷ), сьогодні іноді помилково званий «подвійним важким наголосом» або, ще гірше, «подвійним тупим наголосом». Іжиця з кендемою окремою літерою абетки не вважається.
Описані правила використання іжиці з кендемою вельми відрізняються від грецького вживання двох крапок (дієрезиса) над буквою іпсилон (ϋ): у греків дієрезис над голосною ставиться для того, щоб вона не утворила дифтонг з сусідньою голосною.
У доніконовській (і пізнішою старообрядницькій) орфографії система була в цілому тією самою, хоча диграф оу і гаммаподібний «ук» великою мірою були взаємозамінними; часто проголошувалося правило такого вигляду: позначати звук [у] диграфом оу на початку слів і під наголосом, якщо тільки останньою або передостанньою перед тим літерою не є о; у решті випадків використовувати гаммаподібний «ук» (на практиці, втім, від нього відступали в обидві сторони).

## Іжиця в російській мові
До часів Петра I російська абетка й орфографія не вважалися відмінними від церковнослов'янських, тож і правила вживання іжиці були одні й ті самі. Петро I ввів для російської мови спрощену писемність (гражданський шрифт) — без надрядкових знаків і з меншим числом літер. Серед інших «зайвих» літер він прибрав і іжицю (замінивши на I або В, залежно від вимови). Але пізніше вона була відновлена (без кендеми, незалежно від звучання). Знову скасована в 1735 р. Знову відновлена в 1758. З тих пір адміністративних дій відносно її застосування або незастосування не було, але сама собою вона уживалася все рідше і рідше. З 1870-х років іжиця зазвичай вважалася такою, що взагалі не входить в російську абетку, хоча до 1917—1918 рр. в окремих словах деколи вживалася — зазвичай в словах «мѵро» (з похідними), рідше «сѵнодъ» (з похідними), ще рідше — в «ѵпостась», у слові «сѵмвол» вживалася лише у значенні «Символ Віри» і т. ін.; цікаво, що у пресі початку XX століття можна угледіти якесь пожвавлення її використання в порівнянні з кінцем XIX століття). У документах орфографічної реформи 1917—1918 рр. іжиця не згадана, хоча «загальним місцем» є твердження про те, що тоді-то її і скасували, разом з І, Ѣ та Ѳ.
«Стародавня» ж іжиця (у-подібний знак «ік») в російському гражданському шрифті була відсутня із самого початку. Введене Петром I зображення літери У правильніше вважати таким, що продовжує не її, а гаммаподібний лігатурний «ук» (у його заголовній формі): та «крапелька», якою внизу закінчується наше У (і якої, що характерно, немає в латинської букви Y), і є залишком літери О із стародавнього поєднання оѵ.

## Інші вживання
У неслов'янських абетках іжиця використовувалася, наприклад, в осетинській абетці Андреаса Шегрена. В результаті переходу на латиницю (1923) була замінена на «y», а при поверненні на (модифіковану) кирилицю (1938; у Південній Осетії в 1954 році) замість іжиці стали писати «ы».

### Ідіома
- И́жицю прописа́ти — висікти

## Таблиця кодів
| Кодування    | Регістр | Десятковий код | Шістнадцятковий код | Вісімковий код | Двійковий код    |
| ------------ | ------- | -------------- | ------------------- | -------------- | ---------------- |
| Юнікод для Ѵ | Верхній | 1140           | 0474                | 002160         | 0000010001110100 |
| Юнікод для ѵ | Нижній  | 1141           | 0475                | 002161         | 0000010001110101 |
| Юнікод для Ѷ | Верхній | 1142           | 0476                | 002162         | 0000010001110110 |
| Юнікод для ѷ | Нижній  | 1143           | 0477                | 002163         | 0000010001110111 |